# Armadilloniscus hoonsooi
Armadilloniscus hoonsooi is een pissebed uit de familie Detonidae. De wetenschappelijke naam van de soort is voor het eerst geldig gepubliceerd in 1996 door Kwon & Wang.